# Кетрін Люсіль Мур
Ке́трін Люсі́ль Мур (англ. Catherine Lucille Moore, 24 січня 1911, Індіанаполіс — 4 квітня 1987, Голлівуд, Каліфорнія) — американська письменниця у жанрі наукової фантастики та фентезі, постійна співавторка Генрі Каттнера під псевдонімами є Льюїс Педжетт і Лоуренс О. Доннелл.

## Біографія
Народилася 24 січня 1911 року в Індіанаполісі. За власними спогадами, була не дуже здоровою дитиною, тому більшу частину часу проводила за читанням фантастичної літератури. Тоді ж з'явилась пристрасть до написання історій. Під час Великої Депресії була вимушена піти з коледжу, щоб працювати секретаркою у трастовій компанії Флетчера (Fletcher Trust Company) в Індіанаполісі.

### Письменницька кар'єра
Перші три оповідання Кетрін Мур були опубліковані за її студентства Індіанського університету в студентському журналі The Vagabond (Бродяга).
З листопада 1933 року журнал «Weird Tales» починає публікувати оповідання Кетрін Мур. Серед її творів того часу найвагоміші дві серії дивних казок, під редакцією Фарнсворса Райта. В одній з них (Northwest Smith) йдеться про розбійника й авантюриста, що блукає Сонячною системою. Друга серія — історія фехтувальниці Джирель-Джойрі (Jirel of Joiry) — одна з перших у фантастичній літературі історія про жінок-героїнь меча і магії. Обидві серії названі іменами головних героїв. Одна з найвідоміших історій про Сміта «Shambleau», з серії Northwest Smith була першим професійним продажем Кетрін Мур. Вона вперше з'явилася в листопадовому номері 1933 «Weird Tales» і принесла авторці $100, а пізніше була передрукована у популярній антології. Це дебютне оповідання «Shambleau», підписане «К. Л. Мур». Оповідання було прийняте аудиторією з ентузіазмом, його вшанували хвалебним відгуком Говард Лавкрафт. 
Її найвідоміша історія із серії Jirel of Joiry, «Поцілунок Чорного Бога» («Black God's Kiss»), опублікована в жовтні 1934 з підзаголовком «найдивніша з коли-небудь розказаних історій», як і інші ранні оповідання Мур, відрізнялася акцентом на почуття і емоції, незвичним для жанру фантастики на той момент. Роботи Кетрін Мур публікувалися в журналі Аналог: наукова фантастика та факти протягом 1940-х років. Кілька оповідань, написаних для журналу, згодом були зібрані в першій книзі, Judgment Night (collection) (Судна ніч (збірка), 1952). А повість «Народжений не жінкою» («No Woman Born») (1944) з цієї збірки пізніше ввійшла до понад 10 різних фантастичних антологій, в тому числі The Best of C. L. Moore. У цю збірку увійшли також такі оповідання, як «Судна ніч» (вперше опубліковане у серпні й вересні 1943 року), з пишною візуалізацією майбутньої галактичної імперії та поміркованими роздумами про природу влади та її неминучу втрату; «Кодекс» (липень 1945), в якому віддається данина поваги класичному Фаусту з сучасними теоріями жаху Лавкрафта; «Земля обітована» (лютий 1950) і «Спадкоємець» (липень 1950), як документування похмурого скручування, яке людство повинно пройти задля поширення в Сонячній системі; і «Райська вулиця» (вересень 1950), як футуристичний погляд на конфлікт на дикому Заході між мисливцем-одинаком і колонією поселенців.

### Літературна співпраця
У 1938 році Мур листуванням познайомилася з Генрі Каттнером. 1940 року одружилася з ним, і з цього часу вони пишуть разом і, як правило, під псевдонімами, найвідомішими з яких є Льюїс Педжетт і Лоуренс О. Доннелл. Мур доопрацьовувала дуже багато оповідань, написаних чоловіком, він же, своєю чергою, часом досить серйозно переробляв її прозу. Класичне оповідання «Краща пора року» («Vintage Season», 1946, екранізовано в 1991 році) практично повністю написала Кетрін Мур. Кілька оповідань вона написала за чернетками Каттнера. В цілому, твори, підписані «Мур», належать Кетрін Мур, як і більшість робіт під ім'ям «О. Доннелл»; інші твори, навіть підписані одним Каттнером, тією чи іншою мірою є плодом спільної творчості. Однак багато оповідань, написаних у співавторстві Генрі Каттнером і Кетрін Мур, ще за життя Каттнера виходили тільки під його ім'ям; ця ж традиція збереглася до наших днів. Понад те, низка оповідань, написаних під псевдонімами, згодом, за наполяганням Кетрін Мур, виходили суто під ім'ям Каттнера. Все це негативно вплинуло на популярність її як авторки. 
У 1950 році Мур разом з чоловіком вступила до Університету Південної Каліфорнії; закінчила його в 1956 році. 1957 року виходить її сольний роман «Doomsday Morning».

### Сольна кар'єра
Після смерті Каттнера у 1958 році Кетрін Мур чотири роки вела клас літературної майстерності в університеті. У 1960-х роках вона брала участь в написанні сценаріїв для телесеріалів «Maverick» і «77 Sunset Strip». 1963 року, одружившись із Томасом Реджі (не письменником), Мур припиняє літературну діяльність. В травні 1976 Мур, як авторка фантастичних творів, була почесною гостею на Конвенції фентезі та наукової фантастики BYOB-Con 6 в США, Канзас-Сіті, штат Міссурі, у День поминання. 1981 року за свою діяльність в літературі жанру фентезі Мур отримала дві щорічні нагороди: премію Гендальф (Gandalf Award) і «Всесвітню премію фентезі». Мур була активним членом літературного салону Фантастики Тома і Террі Піккард, де брала участь в літературних дискусіях з постійними членами, включаючи Роберта Блоха, Джорджа Клейтона Джонсона, Ларрі Нівена, Джеррі Пурнеля, Нормана Спінреда, Альфреда ван Вогта та інших.

### Останні роки
В останні роки у Кетрін Мур розвинулася хвороба Альцгеймера, але це не було явним протягом кількох років. Вона перестала відвідувати засідання салону, і в цей час була номінована на звання першої жінки-Гросмейстра фантастики серед письменників-фантастів Америки; але її кандидатура була знята на прохання її чоловіка, Томаса Реджі, який зазначив, що, враховуючи прогрес захворювання, ця премія і церемонія швидше засмутить її, ніж принесе радість. Це викликало тривогу серед колишніх президентів SFWA, бо Кетрін Мур вважалася головною фавориткою на отримання цієї нагороди. 
Кетрін Мур померла 4 квітня 1987 року у своєму будинку в Голлівуді, штат Каліфорнія, після тривалої боротьби з хворобою Альцгеймера.

## Нагороди
У 1998 році Кетрін Мур була введена до Зали слави Наукової фантастики й фентезі.

## Вибрані твори

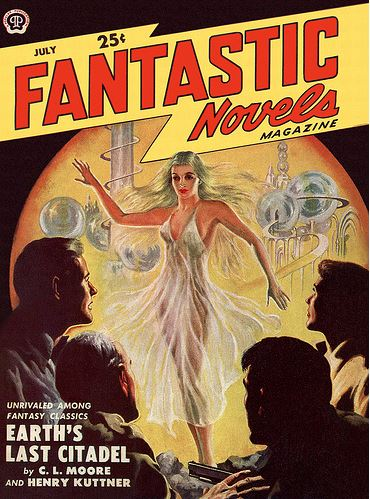
Остання цитадель Землі передрукована в липні 1950 видання Фантастичні новели.

- «Остання Цитадель Землі» (Генрі Каттнер; 1943)
- «Краща пора року» («Vintage Season») (новела написана з Генрі Каттнером, як «Лоуренс О. Доннелл»; 1946). 1992 року був знятий фільм «Timescape» («Чудова подорож»)[12]
- «Маска Цирцеї» («The Mask of Circe») (Генрі Каттнер; 1948)
- «За межі врат Землі» (Beyond Earth's Gates) (1949)
- «Судна ніч (збірка)» («Judgment Night») (історії, 1952)
- «Shambleau та ін.» (оповідання, 1953)
- «Північний захід Землі» («Northwest of Earth») (оповідання, 1954)
- «Без кордонів» ("No Boundaries ") (Генрі Каттнер; оповідання, 1955)
- «Ранок Судного Дня» («Doomsday Morning») (1957)
- «Jirel of Joiry (збірка)» (1969); «Тінь Чорного Бога» (Дональд М. Грант, 1977) — п'ять історій.
- «Краще з К. л. Мур» («The Best of C. L. Moore»), під редакцією Лестера Дель Рея (видавництво Nelson Doubleday, 1975).
- «Поцілунок чорного Бога» ("Black God's Kiss ") (Видавництво Paizo Publishing, 2007; ISBN в 978-1-60125-045-2) — збірка з п'яти історій про Jirel of Joiry.
- «Північно-західні Землі: повний Північно-Захід Сміт» («Northwest of Earth: The Complete Northwest Smith») (Видавництво Paizo Publishing, 2008; ISBN в 978-1-60125-081-0).